# Operação Condor
A Operação Condor (em inglês:  Operation Condor; em castelhano:  Operación Cóndor, também conhecida como Plan Cóndor) foi uma campanha de repressão política e terror de Estado levada a cabo pelas ditaduras de direita do Cone Sul, com o apoio dos Estados Unidos. A operação envolveu operações de inteligência e assassinato de opositores políticos exilados em outros países. Foi formalmente implementada em novembro de 1975 a pedido do ditador chileno Augusto Pinochet.
Em novembro de 1975, Manuel Contreras, chefe da DINA, a polícia secreta do Chile, convidou 50 oficiais de inteligência do Chile, Uruguai, Argentina, Paraguai, Bolívia e Brasil para o Chile para implementar formalmente a Operação Condor. Mais tarde, o Equador e o Peru juntaram-se à operação com funções mais periféricas. A fase principal da operação ocorreu entre 1976 e 1978. As relações entre o Chile e a Argentina tornaram-se tensas em 1978, levando ao eventual colapso da rede mais ampla da Condor, embora as operações tenham continuado até 1981.
Devido à sua natureza clandestina, o número exato de mortes diretamente atribuíveis à Operação Condor é altamente contestado. Algumas estimativas indicam que pelo menos 50 000 mortes, 30 000 desaparecidos e 400 000 prisioneiros podem ser atribuídos ao Condor, cerca de 30 000 das mortes na Argentina. os Arquivo do Terror documenta o sequestro, tortura, estupro, assassinato e desaparecimento de pelo menos 763 pessoas. O cientista político americano J. Patrice McSherry dá um número de pelo menos 402 mortos em operações Condor que atravessaram as fronteiras nacionais numa fonte de 2002, e menciona numa fonte de 2009 que daqueles que "foram para o exílio" e foram "raptados, torturados e mortos em países aliados ou ilegalmente transferidos para os seus países de origem para serem executados... centenas, ou milhares, de tais pessoas — o número ainda não foi finalmente determinado — foram raptadas, torturadas e assassinadas em operações Condor". As vítimas incluíam dissidentes e pessoas de esquerda, líderes sindicais e camponeses, padres e freiras, estudantes e professores, intelectuais e suspeitos de serem guerrilheiros.
Embora tenha sido descrito pela Central Intelligence Agency (CIA) como "um esforço cooperativo dos serviços de inteligência/segurança de vários países sul-americanos para combater o terrorismo e a subversão", os guerrilheiros foram usados como desculpa, pois nunca foram suficientemente substanciais para controlar o território, obter apoio material de qualquer potência estrangeira, ou ameaçar de qualquer outra forma a segurança nacional.
O governo dos Estados Unidos forneceu planeamento, coordenação, formação sobre tortura e apoio técnico, e forneceu ajuda militar às Juntas durante as administrações Johnson, Nixon, Ford, Carter e Reagan. Tal apoio era frequentemente encaminhado através da CIA.

## História

### Reuniões militares
Durante uma conferência realizada em Caracas em 3 de setembro de 1973, o general brasileiro Breno Borges Fortes propôs "estender a troca de informações" entre vários serviços para "lutar contra a subversão".
Em maio de 1974, representantes das polícias chilena, uruguaia e boliviana se reuniram com Alberto Villar, co-fundador do esquadrão da morte Triple A, para implementar as diretrizes de cooperação. Seu objetivo era destruir a ameaça "subversiva" representada pela presença de milhares de exilados políticos na Argentina. De acordo com um documento da CIA desclassificado de 23 de junho de 1976, explica que "no início de 1974, oficiais de segurança da Argentina, Chile, Uruguai, Paraguai e Bolívia se reuniram em Buenos Aires para preparar ações coordenadas contra alvos subversivos".

### Estabelecimento da Operação Condor
O Plano Condor foi estabelecido oficialmente em 25 de novembro de 1975 em uma reunião realizada em Santiago do Chile entre Manuel Contreras, chefe da DINA (polícia secreta chilena) e os líderes dos serviços de inteligência militar da Argentina, Bolívia, Chile, Paraguai e Uruguai.
O objetivo principal da Operação Condor era lutar contra o comunismo e impedir sua expansão na região por meio do intercâmbio de informações sobre subversivos entre os países envolvidos para reprimir movimentos guerrilheiros armados como Tupamaros no Uruguai, Montoneros na Argentina, MIR no Chile, ALN no Brasil, ou mesmo lideranças políticas civis e militares como os casos de Orlando Letelier ou Carlos Prats e oponentes políticos de regimes militares. O primeiro passo da Operação Condor foi executar a imediata unificação de esforços de todos os aparatos repressivos dos países participantes que se moviam livremente entre os territórios dos países para sequestrar, desaparecer ou assassinar seus concidadãos.
A ação foi conjunta e o governo norte-americano tinha conhecimento dela, conforme demonstram documentos secretos divulgados pelo Departamento de Estado dos Estados Unidos em 2001. Entretanto, o governo dos EUA alega que dentre todos os papéis liberados, nada há que comprove a participação ativa dos Estados Unidos na Operação Condor.

### Fases da Operação Condor
A Operação Condor foi realizada em três fases:
- Primeira fase: foi criada uma base de dados compartilhada para melhorar o intercâmbio de informações e a cooperação entre os serviços de inteligência. Nos dados estavam guerrilheiros, partidos de esquerda, grupos políticos, movimentos sociais sindicais.[25]
- Segunda fase: começam as operações coordenadas de espionagem, prisão, interrogatório ou tortura dos alvos que foram estabelecidos na fase anterior. Em alguns casos, eles foram assassinados ou desapareceram.[25]
- Terceira fase: foram coordenados ataques a pessoas específicas dentro e fora da região. Segundo um cabograma do agente do FBI, Robert Scherrer, esta fase "envolve a formação de grupos especiais de países membros que devem viajar em qualquer parte do mundo para países terceiros, para cumprir sanções, incluindo assassinato, contraterroristas ou simpatizantes de organizações terroristas".[25]

## Casos notáveis

### Na Argentina

#### Assassinato de Carlos Prats

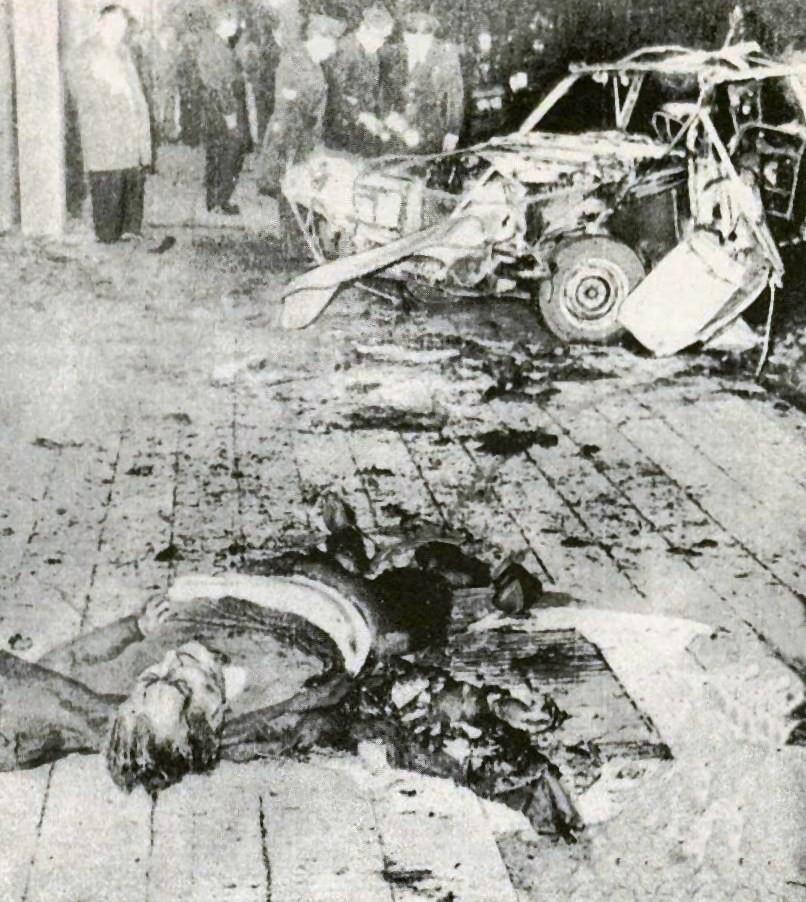
O corpo do ex-general Prats destruído pela explosão do carro-bomba. Buenos Aires, 30 de setembro de 1974

Em 30 de setembro de 1974, o general aposentado do exército chileno e amigo de Salvador Allende, Carlos Prats, foi assassinado junto com sua esposa por uma bomba controlada por controle remoto em Buenos Aires.
Segundo documentos divulgados à imprensa, o agente da DINA, Juan Morales Salgado, estava monitorando os detalhes da vida de Prats e sua esposa. O autor material do ataque foi o agente da CIA, Michael Townley.

### No Brasil
Conforme o historiador Carlos Fico, houve intensa integração das atividades repressivas do Brasil com outros países, mas sem obedecer a um comando central latinoamericano. Para ele, há um problema de nominalismo. Não há evidência documental de uma participação brasileira na Operação, e os generais brasileiros sentiam-se superiores aos militares dos outros países. A cooperação internacional brasileira podia ocorrer de forma autônoma, como uma conexão direta entre o Departamento de Ordem Política e Social (DOPS) de Porto Alegre e a Agência de Segurança de Montevidéu. A integração de informações, operações de segurança e prisões já ocorria desde 1940, mas se avolumou durante a ditadura militar.

#### O sequestro dos uruguaios

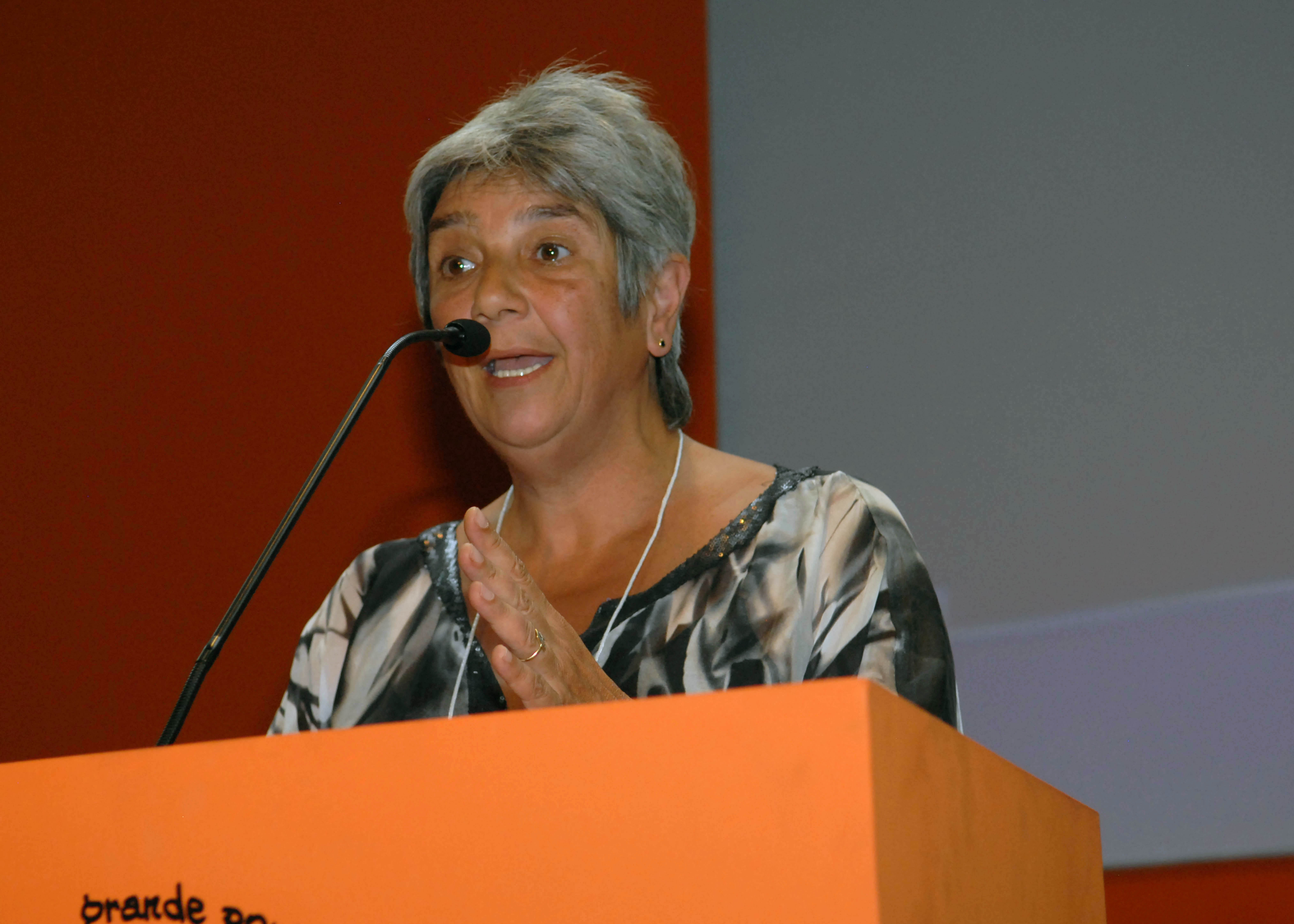
Lilian Celiberti, sequestrada pela Operação Condor, em 1978, discursa no Fórum Social Mundial, 2010

O episódio com maior reconhecimento internacional, envolvendo a Operação Condor, aconteceu em novembro de 1978, numa colaboração entre as ditaduras do Uruguai e Brasil, mais tarde conhecida como "O sequestro dos uruguaios". Nesta ocasião, sob consentimento do regime militar brasileiro, altos oficiais do exército uruguaio viajaram clandestinamente a Porto Alegre, capital do Estado do Rio Grande do Sul. Alí sequestraram um casal de militantes da oposição política uruguaia, Universindo Rodríguez Díaz e Lilian Celiberti, junto com seus dois filhos, Camilo e Francesca, de 8 e 3 anos de idade, respectivamente.
A operação ilegal fracassou quando dois jornalistas brasileiros, o repórter Luiz Cláudio Cunha e o fotógrafo João Baptista Scalco, da sucursal da revista Veja em Porto Alegre -RS — alertados por um telefonema anônimo, foram ao apartamento onde vivia o casal, no bairro Menino Deus da capital gaúcha. Alí, confundidos com companheiros dos uruguaios, os jornalistas foram recebidos por homens armados que mantinham Lílian presa. Universindo e os filhos de Lílian já haviam sido levados ao Uruguai clandestinamente. A inesperada chegada dos jornalistas quebrou o sigilo da operação, obrigando os militares a levarem rapidamente Lílian a Montevidéu.
Em 1980, dois inspetores do DOPS (Departamento de Ordem Político e Social, uma ramificação oficial da polícia a serviço da repressão política durante o regime militar) que haviam participado da prisão dos jornalistas no apartamento de Lilian em Porto Alegre foram condenados pela Justiça brasileira. Eram João Augusto da Rosa e Orandir Portassi Lucas (um ex-jogador de futebol conhecido como Didi Pedalada), ambos identificados pelos jornalistas e pelo casal de uruguaios como sendo participantes na operação de sequestro, o que confirmou a participação do governo do Brasil na Operação Condor. Em 1991, através da iniciativa do governador Pedro Simon, o Estado do Rio Grande do Sul reconheceu oficialmente o sequestro dos uruguaios e indenizou-os, inspirando o governo democrático do presidente Luis Alberto Lacalle do Uruguai a fazer o mesmo um ano depois. Lilian, Universindo e as duas crianças são os únicos sobreviventes conhecidos a terem sofrido uma ação da Operação Condor.

#### João Goulart e as circunstâncias pouco claras da sua morte
O ex-governador do Rio de Janeiro Leonel Brizola alegava que os ex-presidentes brasileiros João Goulart e Juscelino Kubitschek foram assassinados no âmbito da Operação Condor e, com base nisso, pediu a abertura de investigações sobre suas mortes. Juscelino Kubitschek morreu em um acidente de carro.
Além de Brizola, a família do ex-presidente João Goulart também pressionou por respostas sobre o caso, entrando inclusive com uma ação na Procuradoria Geral da República em que pedia a investigação sobre o suposto complô que teria levado ao assassinato por envenenamento do ex-presidente, deposto pelo golpe de 1964 e morto no exílio, na Argentina, em 1976.
O pedido foi acompanhado pela gravação de uma entrevista feita pelo filho de João Goulart, João Vicente Goulart, com o uruguaio Mario Neira Barreiro, de 53 anos, que atualmente cumpre pena em penitenciária gaúcha, por roubo, formação de quadrilha e posse ilegal de armas. Barreiro descreve seu trabalho no Grupo Gama, o serviço de inteligência uruguaio, nos anos 1970, e detalha a Operação Escorpião (subordinada à Condor), a qual teria sido responsável pelo assassinato de João Goulart, mediante a adulteração de seus medicamentos de uso contínuo. Era cardiopata. "Não me lembro se colocamos no Isordil, no Adelpan ou no Nifodin. Conseguimos colocar um comprimido nos remédios importados da França. Ele não poderia ser examinado por 48 horas, aquela substância poderia ser detectada" - contou Barreiro. Jango morreu na madrugada de 6 de dezembro de 1976, oficialmente de ataque cardíaco, aos 57 anos, em sua fazenda La Villa, na cidade de Mercedes, Argentina. Seu corpo foi enterrado em São Borja, no Rio Grande do Sul, sem passar por autópsia.

Porém, no dia 13 de novembro de 2013, o corpo do ex-presidente brasileiro foi exumado com o objetivo de tentar esclarecer as causas de sua morte. A urna com os restos mortais de Jango saiu de São Borja com destino a Brasília, capital federal, onde foi recebida pela presidente Dilma Roussef. O trabalho de exumação do corpo de João Goulart durou cerca de 18 horas e resultou inconclusivo quanto à causa de sua morte, pois a substância que haveria causado o possível envenenamento do ex-presidente poderia já haver se deteriorado.

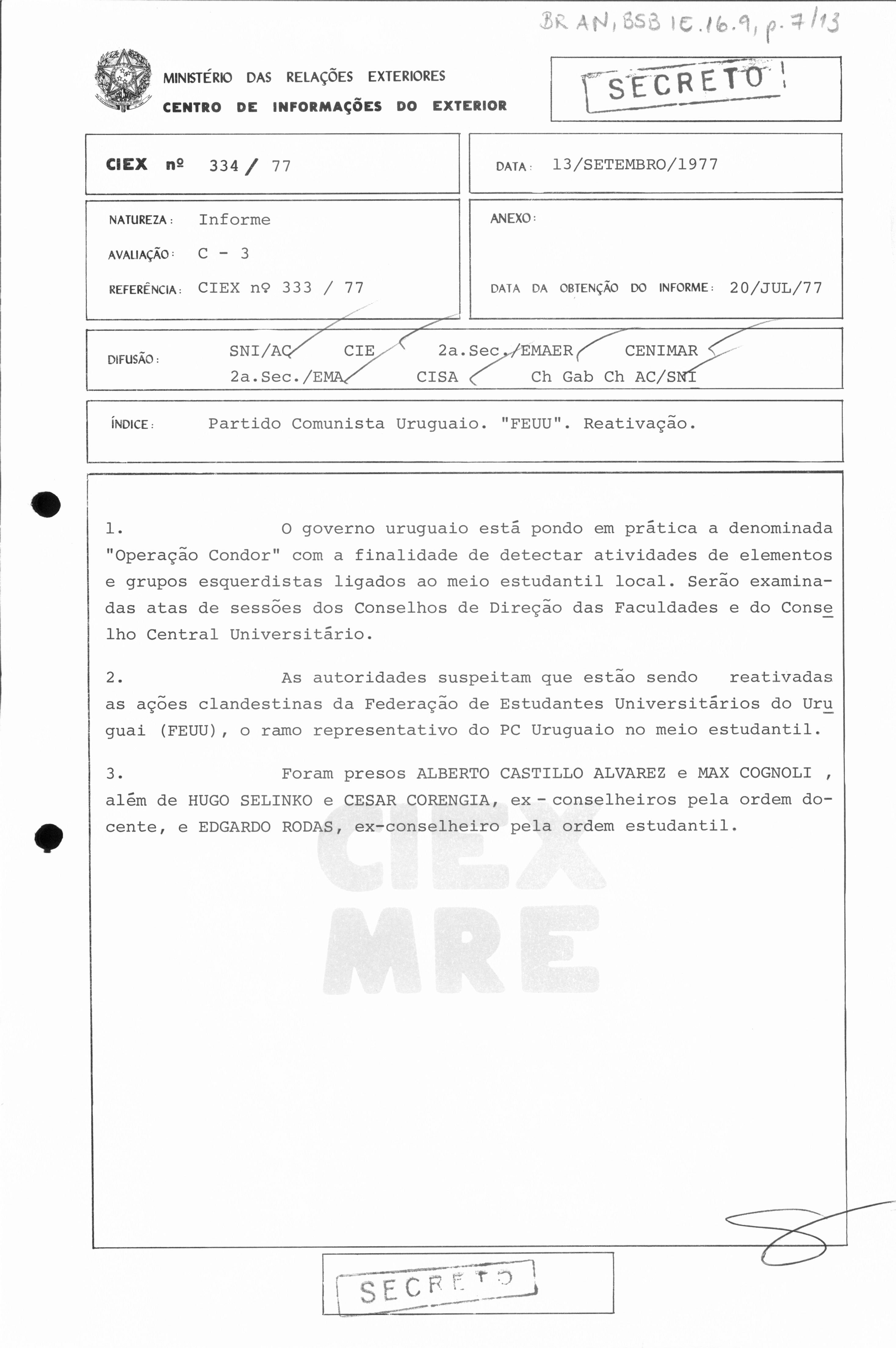
Informe 334/77, do Centro de Informações do Exterior (CIEX), órgão subordinado ao Ministério das Relações Exteriores do Brasil. O informe trata da operação do governo uruguaio contra o Partido Comunista do Uruguai. Este documento é um dos poucos registros oficiais do governo brasileiro sobre a Operação Condor. Arquivo Nacional.

Segundo João Vicente, "surgiram depois informações sobre o serviço secreto do Itamaraty, e a colaboração entre esse serviço e os de outros países, que dão veracidade ao que ele disse. Essa colaboração já existia antes da Operação Condor". João Vicente refere-se à divulgação de documentos sobre o Centro de Informações do Exterior (Ciex), o serviço secreto do Itamaraty criado nos anos 1960 e que vigiava os exilados brasileiros. O Ciex foi revelado numa séria de reportagens do jornalista Claudio Dantas Sequeira publicada em julho de 2007 no Correio Braziliense. Ela rendeu ao repórter os prêmios Esso e Embratel, os mais importantes do jornalismo brasileiro. Ele também foi homenageado com o prêmio Resgate Histórico, do Movimento Nacional de Justiça e Direitos Humanos. Sequeira, que prepara um livro sobre o tema, descobriu mais de 20 mil páginas de informes produzidos entre 1966, ano de criação do Ciex, até 1984, quando foi desativado, que não estavam catalogadas no Arquivo do Itamaraty. Depois da publicação da reportagem, toda a documentação foi enviada ao Arquivo Nacional pelo chanceler Celso Amorim. Pesquisadores têm tentado analisá-la mas enfrentam limitações de acesso àqueles documentos que contém informações de vítimas do regime militar, cuja consulta só é permitida a familiares.

### No Chile

#### Assassinato de Orlando Letelier
Em 21 de setembro de 1976, Orlando Letelier, que havia sido chanceler do governo de Salvador Allende, morreu em uma explosão com seu assistente Ronni Moffitt e o marido dela.
O responsável pelo ataque foi Michael Townley, extraditado para os Estados Unidos em 1978 e condenado a dez anos de prisão, sendo libertado pouco depois como parte do programa de proteção a testemunhas.

### No Peru

#### Rapto de Javier Diez Canseco
Durante o mandato do ditador peruano Francisco Morales Bermúdez, Javier Diez Canseco junto com outros 12 oponentes foram sequestrados e entregues ao exército argentino.

## Vítimas da Operação Condor
O número de vítimas da Operação Condor não é claro. O Centro Internacional para a Promoção dos Direitos Humanos recolhe um total de 377 vítimas da Operação Condor que foram oficialmente comprovadas.

### Arquivo do Terror
Em 22 de dezembro de 1992, veio à tona uma série de informações sobre a Operação Condor, quando José Fernández, um juiz do Paraguai, visitou uma delegacia de polícia para buscar os arquivos de um ex-preso político. Em vez disso, ele encontrou o que mais tarde seria conhecido como "Arquivos do Terror", onde são detalhados a tortura, sequestro e assassinato de milhares de latino-americanos pelos serviços de segurança da Argentina, Bolívia, Brasil, Chile, Paraguai e Uruguai. Os documentos comprovam a existência de um acordo entre esses países para a troca de informações e o assassinato de cerca de 50 000 opositores políticos na América Latina.

## Julgamentos

### Justiça italiana
Existem documentos que comprovam que o procurador Giancarlo Capaldo, magistrado italiano, investigou a ação de militares argentinos, paraguaios, chilenos e brasileiros que torturaram e assassinaram cidadãos italianos na época das ditaduras militares da América Latina. No caso de acusados brasileiros de assassinato, sequestros e torturas, havia uma lista com o nome de onze brasileiros além de muitos militares de altas patentes dos outros países envolvidos na operação.[carece de fontes?]
Segundo as palavras do Magistrado, em 26 de outubro de 2000, "(...) Nada posso confirmar nem desmentir porque até dezembro militares argentinos, brasileiros, paraguaios e chilenos serão submetidos a julgamento penal..."[carece de fontes?]
Ainda em dezembro de 2000 a Justiça italiana iniciou o julgamento dos onze brasileiros, todos militares e policiais. Eram acusados pelo desaparecimento de três argentinos descendentes de italianos. Os brasileiros eram atuantes da Operação Condor. Por segredo de justiça, os resultados dos julgamentos e as punições dos criminosos, se houve, não foram noticiados. Em dezembro de 2007 foram decretadas por autoridades italianas, prisões preventivas de diversos envolvidos, entre ele os já falecidos João Figueiredo (ex-presidente) e Octávio Aguiar de Medeiros (ex-chefe do SNI).

## Representações na cultura
- A Operação Condor foi retratada, ainda que de forma especulativa, no filme Estado de Sítio, do cineasta grego Costa-Gavras.
- Em 2007, foi lançado o documentário "Condor" de Roberto Mader.[50]
- Documentário "Escadrons de la mort, l'école française" de 2003 (original em francês com legendas em espanhol), em português: "Os Esquadrões da morte: A escola francesa"- O documentário que trata da transferência das técnicas francesas de tortura pelo Serviço secreto francês para os sistemas de tortura de outros países, incluindo os países latinos - da documentarista francesa Marie-Monique Robin.[51]
- Documentário Tortura Made in USA - 2009 - de Marie-Monique Robin.[52]
- DINGES, John. Os anos do Condor. São Paulo: Companhia das Letras, 2005.
- FAUSTO, Boris & DEVOTO, Fernando. Brasil e Argentina. Um ensaio de história comparada (1850-2002). São Paulo: Editora 34, 2004.